# Unija masona Mediterana
Unija masona Mediterana (fran. L'Union Maçonnique de la Méditerranée, tali. Unione Massonica del Mediterraneo, engl. Masonic Union of the Mediterranean), skraćeno UMM, je međunarodni savez koji okuplja adogmatske i liberalne slobodnozidarske velike lože u Sredozemlju.

## Povijest
Unija masona Mediterana formalno je osnovana potpisivanjem protokola o razumijevanju 2001. godine, premda su pripremni sastanci održani već 2000. godine. Krajem listopada 2001. godine održan je susretu u Castellammare di Stabia kod Napulja na inicijativu Velike lože Italije s ciljem osnaživanja zajedništva slobodnih zidara u mediteranskom području na temelju zajedničke mediteranske tradicije koja je pretočena u slobodnozidarsku praksu. Nakon tri dana konstruktivnih i sadržajnih rasprava, 1. studenoga 2001. godine potpisan je osnivački akt novoosnovnoag saveza pod nazivom Ujedinjeni lanac masonskih redova Mediterana (tali. Catena di Unione Massonica Iniziatica Mediterranea, engl. Uniting Bond of the Freemasonic Orders of the Mediterranean). Uniju je osnovalo devet velikih loža iz Italije, Francuske, Španjolske, Grčke, Libanon i Turske.
Sljedeća, četvrta, konferencija održana je 2003. godine u Beirutu, u organizaciji Velika loža cedara. Osim što je donijela niz poticajnih ideja i pokazala zajedništvo u ciljevima među sredozemnim velikim ložama, konferencija je poslužila i za definiranje organizacijskih elemenata nove Unije. Na tom je skupu formaliziran naziv "Unija masona Mediterana", odabran je službeni logotip, a stalna koordinacija povjerena je Velikoj loži Italije. Također je donesena odluka o redovitom održavanju godišnjih susreta te su utvrđeni kriteriji za prijam novih članica.
U Veneciji 8. studenoga 2009. godine usvojena je deklaracija po kojoj su se članovi obvezali da će poduzeti konkretne akcije u cilju razvoja mladeži u mediteranskim zemaljama. U travnju 2011. godine u Montpellieru je održan 11. susret članica Unije u organizaciji Velike ženske lože Francuske i Francuska federacija "Le Droit Humain". U ožujku 2014. godine održan je susret u Istanbulu.
U Toledu 15. travnja 2016. godine 17 članica ove unije potpisalo je Deklaraciju o načelima i namjerama. Dvadeseta konferencija ove unije održan je u Istanbulu, u Turskoj, početkom travnja 2023. godine. U ožujku 2025. godine se konferencija održala u španjolskom gradu Palma de Mallorca.

## Članstvo
Unija je u 2020. godini imala 24 članice, i to:
- Velika albanska loža "Ilirija"
- Francuska federacija "Le Droit Humain"
- Velika ženska loža Francuske
- Veliki orijent Francuske[OSN. 1]
- Velika opća mješovita loža
- Međunarodni masonski red "Delphi"[OSN. 1]
- Veliki najuzvišeniji orijent Grčke[OSN. 1]
- Velika ženska loža Grčke
- Velika nacionalna loža Hrvatske
- Velika loža Italije[OSN. 1]
- Velika ženska masonska loža Italije[OSN. 1]
- Velika ujedinjena libanonska loža
- Velika loža cedara[OSN. 1]
- Velika loža središnjeg Libanona[OSN. 1]
- Velika loža Maroka
- Velika ženska loža Maroka
- Velika ženska loža Portugala
- Veliki orijent Luzitanije
- Velika simbolička loža Luzitanije
- Velika simbolička loža Portugala
- Veliki orijent Slovenije
- Velika simbolička loža Španjolske[OSN. 1]
- Velika ženska loža Španjolske
- Velika liberalna loža Turske[OSN. 1]